# Lepthercus rattrayi
Lepthercus rattrayi là một loài nhện trong họ Nemesiidae.
Lepthercus rattrayi được miêu tả năm 1917 bởi Hewitt.